# Dawid Kucharski
Dawid Kucharski (* 9. November 1984 in Küstrin) ist ein polnischer Fußballspieler.

## Karriere
Kucharski begann seine Karriere bei Celuloza Kostrzyn, einem kleinen Verein in seiner Heimatstadt Küstrin. 
2002 unterschrieb er seinen ersten Profivertrag bei Amica Wronki. Sein Debüt in der polnischen Ekstraklasa gab er am 5. Oktober 2002 gegen Szczakowianka Jaworzno. In der Zeit bis zur Fusion von Amica mit Lech Posen 2006 gab Kucharski sein Debüt im UEFA-Cup. Im Rahmen der 1. Runde des UEFA-Cups 2004/05 wurde der Verteidiger im Spiel gegen den FK Ventspils aus Lettland in der 88. Minute für seinen Landsmann Paweł Kryszałowicz eingewechselt. Später kam er noch fünf Mal zum Einsatz. Sein Comeback im UEFA-Cup gab er 2008 mit seinem neuen Verein Lech Posen, dem er seit 2006 nach der Fusion mit seinem ehemaligen Klub Amica Wronki angehörte und mit dem er den Polnischen Pokal im Jahr 2009 gewann.
Zuletzt war der ehemalige U-21-Nationalspieler Polens nur Ersatzspieler bei Lech Posen gewesen, weshalb er zur Saison 2009/2010 zu Heart of Midlothian nach Schottland wechselte. In der ersten Saison bestritt er vierzehn Spiele in der Schottischen Premier League, im Jahr darauf jedoch kein einziges mehr. Daher wechselte er in der Sommerpause 2011 zu Pogoń Szczecin. In der Saison 2011/12 kam er bei den Stettinern auf elf Ligaspiele und erzielte ein Tor in der zweiten polnischen Liga. Im Sommer 2012 stieg er mit dem Verein in die Ekstraklasa auf, wurde jedoch zu Beginn der Saison 2012/13 von Pogoń Szczecin suspendiert. Ende Oktober 2012 wurde sein Vertrag in beiderseitigem Einverständnis aufgelöst. Nachdem Dawid Kucharski einige Monate vertraglos war, unterschrieb er einen Vertrag bis zum Saisonende 2012/2013 beim Zweitligisten Okocimski KS Brzesko. Er wurde in 14 Ligaspielen eingesetzt und konnte 2 Tore erzielen. Zur Saison 2013/2014 wechselte er zum Zweitligisten OKS Stomil Olsztyn.

## Erfolge
- Polnischer Pokalsieger: (2009)